# Евар
Евар (фр. Eswars) насеље је и општина у североисточној Француској у региону Север-Па д Кале, у департману Север која припада префектури Камбре.
По подацима из 2011. године у општини је живело 347 становника, а густина насељености је износила 124,82 становника/km². Општина се простире на површини од 2,78 km². Налази се на средњој надморској висини од 49 метара (максималној 71 m, а минималној 38 m).

## Демографија
| 1962. | 1968. | 1975. | 1982. | 1990. | 1999. | 2011. |
| ----- | ----- | ----- | ----- | ----- | ----- | ----- |
| 288   | 304   | 287   | 314   | 321   | 348   | 347   |

График промене броја становника у току последњих година